# Сесель (Эн)
Сесе́ль (фр. Seyssel) — коммуна во Франции, находится в регионе Рона — Альпы. Департамент — Эн. Административный центр кантона Сесель. Округ коммуны — Белле.
Код INSEE коммуны — 01407.

## География
Коммуна расположена приблизительно в 420 км к юго-востоку от Парижа, в 80 км восточнее Лиона, в 55 км к юго-востоку от Бурк-ан-Бреса.
На востоке коммуны протекает река Рона.

## Климат
Климат полуконтинентальный с холодной зимой и тёплым летом. Дожди бывают нечасто, в основном летом.

## Население
Население коммуны на 2010 год составляло 942 человека.
| 1962 | 1968 | 1975 | 1982 | 1990 | 1999 | 2010 |
| ---- | ---- | ---- | ---- | ---- | ---- | ---- |
| 1001 | 1029 | 1043 | 831  | 817  | 803  | 942  |

## Администрация
| Период | Период | Фамилия          | Партия | Примечания |
| ------ | ------ | ---------------- | ------ | ---------- |
| 1995   | 2008   | Жан-Поль Граншам |        |            |
| 2008   | 2014   | Жан Равель       |        |            |
| 2014   | 2020   | Жан-Поль Граншам |        |            |

## Экономика
В 2010 году среди 617 человек трудоспособного возраста (15—64 лет) 485 были экономически активными, 132 — неактивными (показатель активности — 78,6 %, в 1999 году было 72,4 %). Из 485 активных жителей работали 422 человека (242 мужчины и 180 женщин), безработных было 63 (32 мужчины и 31 женщина). Среди 132 неактивных 31 человек были учениками или студентами, 51 — пенсионерами, 50 были неактивными по другим причинам.

## Города-побратимы
- Сижсель (Бельгия)
- Фрегона (Италия, с 1992)

## Фотогалерея
- Мост через реку Рона
- Плотина
- Кафедральный собор Св. Франциска
- Въезд в Сесель
- Карта коммуны